# Canton de Lesneven
Le canton de Lesneven est une circonscription électorale française située dans le département du Finistère et la région Bretagne.

## Histoire
Le canton de Lesneven a été créé en 1790.
Un nouveau découpage territorial du Finistère entre en vigueur à l'occasion des élections départementales de mars 2015, défini par le décret du 13 février 2014, en application des lois du 17 mai 2013 (loi organique 2013-402 et loi 2013-403). Les conseillers départementaux sont, à compter de ces élections, élus au scrutin majoritaire binominal mixte. Les électeurs de chaque canton élisent au Conseil départemental, nouvelle appellation du Conseil général, deux membres de sexe différent, qui se présentent en binôme de candidats. Les conseillers départementaux sont élus pour 6 ans au scrutin binominal majoritaire à deux tours, l'accès au second tour nécessitant 12,5 % des inscrits au 1er tour. En outre la totalité des conseillers départementaux est renouvelée. Ce nouveau mode de scrutin nécessite un redécoupage des cantons dont le nombre est divisé par deux avec arrondi à l'unité impaire supérieure si ce nombre n'est pas entier impair, assorti de conditions de seuils minimaux. Dans le Finistère, le nombre de cantons passe ainsi de 54 à 27. Le nombre de communes du canton de Lesneven passe de 12 à 18.
Le nouveau canton de Lesneven est formé de communes des anciens cantons de Lesneven (12 communes), de Plabennec (4 communes) et de Lannilis (2 communes). Le canton est entièrement inclus dans l'arrondissement de Brest. Le bureau centralisateur est situé à Lesneven.

## Représentation

### Conseillers d'arrondissement (de 1833 à 1940)
| Période                                  | Période      | Identité                                | Étiquette          | Qualité |
| ---------------------------------------- | ------------ | --------------------------------------- | ------------------ | --- |
| 1833                                     | 1853 (décès) | Alain-René Fauger-Dupesseau (1794-1853) |                    | Médecin-chirurgien, maire de Lesneven                                                                                             |
|                                          |              |                                         |                    | |
| 1871                                     | 1889         | Antoine Miorcec de Kerdanet (1836-1910) | Monarchiste        | Propriétaire, conseiller municipal de Lesneven puis maire de Trégarantec                                                          |
| 1889                                     | 1919         | Louis-Marie Bihan-Poudec                | Monarchiste        | Maire du Folgoët |
| 1919                                     | 1940         | Joseph Perrot                           | Union républicaine | Agriculteur à Lesneven, Président de la Société d'agriculture de l'arrondissement de Brest, Président du Conseil d'arrondissement |
| 1940                                     |              |                                         |                    | Les conseils d'arrondissement ont été suspendus par la loi du 12 octobre 1940 et n'ont jamais été réactivés                       |
| Les données manquantes sont à compléter. |              |                                         |                    | |

### Conseillers généraux de 1833 à 2015
| Période | Période          | Identité                                              | Étiquette               | Qualité                                                                           |
| ------- | ---------------- | ----------------------------------------------------- | ----------------------- | --------------------------------------------------------------------------------- |
| 1833    | 1836             | Charles Marie Alexandre Anatole Le Clech (1804-1845)  |                         | Notaire à Lesneven, suppléant du juge de paix                                     |
| 1836    | 1842             | Benjamin Martial Marie Testard du Cosquer (1781-1845) |                         | Notaire, maire de Lesneven                                                        |
| 1842    | 1848             | Marquis Alain de Coëtlogon (1806-1858)                |                         | Propriétaire du château de Kerno, maire de Ploudaniel                             |
| 1848    | 1855             | Alain Marie Guennoc                                   |                         | Notaire à Lesneven                                                                |
| 1855    | 1858 (décès)     | Marquis Alain de Coëtlogon                            |                         | Propriétaire, maire de Ploudaniel                                                 |
| 1858    | 1864             | Charles Jean Dominique Marie Vaumousse La Rougetière  |                         | Juge de paix et avocat à Lesneven Ancien conseiller général du Canton de Lannilis |
| 1864    | 1866 (décès)     | Hyacinthe Lemoine                                     |                         | Juge de paix, maire de Kerlouan                                                   |
| 1866    | 1882 (démission) | Vicomte Emile de Forsanz                              | Légitimiste (Royaliste) | Propriétaire Maire de Kernouës Député (1871-1876) Sénateur (1876-1882)            |
| 1882    | 1897             | Alfred Lunven (1839-1921)                             | Légitimiste (Royaliste) | Notaire à Commana                                                                 |
| 1897    | 1914 (décès)     | Louis Soubigou                                        | Royal.→Rallié           | Notaire à Lesneven Député (1912-1914)                                             |
| 1914    | 1919             | siège vacant                                          |                         |                                                                                   |
| 1919    | 1928             | Louis-Marie Bihan-Poudec                              | Conserv                 | Maire du Folgoët, conseiller d'arrondissement                                     |
| 1928    | 1940             | Fernand Le Corre (1888-1951)                          | PDP-URD puis PSF        | Docteur en droit, notaire Adjoint au maire de Lesneven                            |
|         |                  |                                                       |                         |                                                                                   |
| 1943    | 1945             | Fernand Le Corre                                      | DVD                     | Adjoint au maire de Lesneven Nommé conseiller départemental en 1943               |
|         |                  |                                                       |                         |                                                                                   |
| 1945    | 1951 (décès)     | Fernand Le Corre                                      | DVD-CNIP                | Ancien notaire à Lesneven                                                         |
| 1951    | 1964             | Roger Calvez                                          | MRP                     | Cultivateur Maire de Plouider (1961-1995)                                         |
| 1964    | 1982             | Étienne Airiau                                        | RI puis DVD             | Vétérinaire à Lesneven                                                            |
| 1982    | 2001             | Roger Calvez                                          | UDF-CDS                 | Agriculteur Maire de Plouider (1961-1995)                                         |
| 2001    | 2015             | Jérôme Ronvel                                         | UMP                     | Directeur de caisse Maire de Plouider (2001-2014)                                 |

### Conseillers départementaux à partir de 2015
| Période élective | Période élective | Mandat | Mandat   | Identité         | Nuance | Nuance | Qualité                                                                 |
| ---------------- | ---------------- | ------ | -------- | ---------------- | ------ | ------ | ----------------------------------------------------------------------- |
| 2015             | 2021             | 2015   | 2021     | Pascal Goulaouic |        | DVD    | Chef d'entreprise, maire de Plounéour-Trez (depuis 2008)                |
| 2015             | 2021             | 2015   | 2021     | Lédie Le Hir     |        | DVD    | Assistante en gestion de projet, conseillère municipale de Plouguerneau |
| 2021             | 2028             | 2021   | en cours | Pascal Goulaouic |        | DVD    | Conseiller sortant                                                      |
| 2021             | 2028             | 2021   | en cours | Lédie Le Hir     |        | DVD    | Conseillère sortante, 9ème Vice-Présidente du conseil départemental     |

### Résultats détaillés

#### Élections de mars 2015
À l'issue du 1er tour des élections départementales de 2015, deux binômes sont en ballottage : Pascal Goulaouic et Ledie Le Hir (Union de la Droite, 41,47 %) et Claudie Balcon et Jean-Paul Le Gall (PS, 31,23 %). Le taux de participation est de 51,24 % (14 390 votants sur 28 082 inscrits) contre 51,11 % au niveau départementalet 50,17 % au niveau national.
Au second tour, Pascal Goulaouic et Ledie Le Hir (Union de la Droite) sont élus avec 57,93 % des suffrages exprimés et un taux de participation de 48,57 % (7 406 voix pour 13 639 votants et 28 080 inscrits).

#### Élections de juin 2021
Le premier tour des élections départementales de 2021 est marqué par un très faible taux de participation (33,26 % au niveau national). Dans le canton de Lesneven, ce taux de participation est de 34,84 % (10 021 votants sur 28 762 inscrits) contre 35,55 % au niveau départemental. À l'issue de ce premier tour, deux binômes sont en ballottage : Pascal Goulaouic et Lédie Le Hir (Union au centre et à droite, 46,11 %) et Marie Bousseau et Nicolas Kermarrec (DVG, 27,34 %).
Le second tour des élections est marqué une nouvelle fois par une abstention massive équivalente au premier tour. Les taux de participation sont de 34,36 % au niveau national, 36,76 % dans le département et 35,24 % dans le canton de Lesneven. Pascal Goulaouic et Lédie Le Hir (Union au centre et à droite) sont élus avec 57,94 % des suffrages exprimés (5 586 voix pour 10 136 votants et 28 766 inscrits),,. 

## Composition

### Composition avant 2015

Situation du canton de Lesneven dans le département du Finistère avant 2015.

Le canton de Lesneven regroupait douze communes.
| Nom                  | Code Insee | Codepostal | Superficie (km2) | Population (dernière pop. légale) | Densité (hab./km2) |
| -------------------- | ---------- | ---------- | ---------------- | --------------------------------- | ------------------ |
| Lesneven (chef-lieu) | 29124      | 29260      | 10,27            | 7 167 (2012)                      | 698                |
| Brignogan-Plages     | 29021      | 29890      | 3,60             | 742 (2012)                        | 206                |
| Le Folgoët           | 29055      | 29260      | 9,77             | 3 147 (2012)                      | 322                |
| Goulven              | 29064      | 29890      | 6,38             | 442 (2012)                        | 69                 |
| Kerlouan             | 29091      | 29890      | 17,80            | 2 229 (2012)                      | 125                |
| Kernouës             | 29094      | 29260      | 7,78             | 721 (2012)                        | 93                 |
| Ploudaniel           | 29179      | 29260      | 46,28            | 3 662 (2012)                      | 79                 |
| Plouider             | 29198      | 29260      | 23,63            | 2 016 (2012)                      | 85                 |
| Plounéour-Trez       | 29203      | 29890      | 10,68            | 1 240 (2012)                      | 116                |
| Saint-Frégant        | 29248      | 29260      | 8,41             | 731 (2012)                        | 87                 |
| Saint-Méen           | 29255      | 29260      | 11,74            | 849 (2012)                        | 72                 |
| Trégarantec          | 29288      | 29260      | 5,21             | 566 (2012)                        | 109                |

### Composition à partir de 2015
Le canton de Lesneven comprenait dix-huit communes entières à sa création.
À la suite de la fusion, au 1er janvier 2017, de Plounéour-Trez et de Brignogan-Plages pour former la commune de Plounéour-Brignogan-Plages, le nombre de communes descend à 17.
| Nom                              | Code Insee | Intercommunalité                         | Superficie (km2) | Population (dernière pop. légale) | Densité (hab./km2) | Modifier                                    |
| -------------------------------- | ---------- | ---------------------------------------- | ---------------- | --------------------------------- | ------------------ | ------------------------------------------- |
| Lesneven (bureau centralisateur) | 29124      | CC Communauté Lesneven Côte des Légendes | 10,27            | 7 471 (2022)                      | 727                | modifier les données · modifier les données |
| Le Drennec                       | 29047      | CC du pays des Abers                     | 9,50             | 1 911 (2022)                      | 201                | modifier les données · modifier les données |
| Le Folgoët                       | 29055      | CC Communauté Lesneven Côte des Légendes | 9,77             | 3 290 (2022)                      | 337                | modifier les données · modifier les données |
| Goulven                          | 29064      | CC Communauté Lesneven Côte des Légendes | 6,38             | 439 (2022)                        | 69                 | modifier les données · modifier les données |
| Guissény                         | 29077      | CC Communauté Lesneven Côte des Légendes | 25,18            | 1 974 (2022)                      | 78                 | modifier les données · modifier les données |
| Kerlouan                         | 29091      | CC Communauté Lesneven Côte des Légendes | 17,80            | 2 028 (2022)                      | 114                | modifier les données · modifier les données |
| Kernilis                         | 29093      | CC Communauté Lesneven Côte des Légendes | 10,13            | 1 418 (2022)                      | 140                | modifier les données · modifier les données |
| Kernouës                         | 29094      | CC Communauté Lesneven Côte des Légendes | 7,78             | 660 (2022)                        | 85                 | modifier les données · modifier les données |
| Lanarvily                        | 29100      | CC Communauté Lesneven Côte des Légendes | 5,92             | 406 (2022)                        | 69                 | modifier les données · modifier les données |
| Loc-Brévalaire                   | 29126      | CC du pays des Abers                     | 1,67             | 210 (2022)                        | 126                | modifier les données · modifier les données |
| Ploudaniel                       | 29179      | CC Communauté Lesneven Côte des Légendes | 46,28            | 3 738 (2022)                      | 81                 | modifier les données · modifier les données |
| Plouguerneau                     | 29195      | CC du pays des Abers                     | 43,33            | 6 719 (2022)                      | 155                | modifier les données · modifier les données |
| Plouider                         | 29198      | CC Communauté Lesneven Côte des Légendes | 23,63            | 1 801 (2022)                      | 76                 | modifier les données · modifier les données |
| Plounéour-Brignogan-plages       | 29021      | CC Communauté Lesneven Côte des Légendes | 14,28            | 1 955 (2022)                      | 137                | modifier les données · modifier les données |
| Saint-Frégant                    | 29248      | CC Communauté Lesneven Côte des Légendes | 8,41             | 870 (2022)                        | 103                | modifier les données · modifier les données |
| Saint-Méen                       | 29255      | CC Communauté Lesneven Côte des Légendes | 11,74            | 941 (2022)                        | 80                 | modifier les données · modifier les données |
| Trégarantec                      | 29288      | CC Communauté Lesneven Côte des Légendes | 5,21             | 628 (2022)                        | 121                | modifier les données · modifier les données |
| Canton de Lesneven               | 2915       |                                          | 257,28           | 36 459 (2022)                     | 142                | modifier les données                        |

## Démographie

### Démographie avant 2015
| 1962   | 1968   | 1975   | 1982   | 1990   | 1999   | 2006   | 2011   | 2012   |
| ------ | ------ | ------ | ------ | ------ | ------ | ------ | ------ | ------ |
| 19 307 | 19 423 | 20 320 | 21 154 | 21 697 | 21 583 | 22 386 | 23 450 | 23 512 |

### Démographie depuis 2015
En 2022, le canton comptait 36 459 habitants, en évolution de +1,14 % par rapport à 2016 (Finistère : +2,16 %, France hors Mayotte : +2,11 %).
| 2013   | 2018   | 2022   |
| ------ | ------ | ------ |
| 35 859 | 36 128 | 36 459 |